# Oscilador Hartley
El oscilador Hartley es un circuito electrónico de alta frecuencia basado en un oscilador LC. Fue creado por el inventor estadounidense Ralph Vinton Lyon Hartley y patentado en 1920.

## Estructura

Comparación de los osciladores Hartley (Izquierda) y Colpitts

El circuito básico usando un transistor bipolar, considerando solo el circuito de oscilación, consta de un condensador entre la base y el colector (C) y dos bobinas entre el emisor y la base y el colector respectivamente. Este montaje fue presentado por el inventor estadounidense Alois Rack el 26 de abril de 1949. La carga se puede colocar entre el colector y L2. En este tipo de osciladores, en lugar de dos bobinas separadas, se suele utilizar una bobina con toma intermedia. 
Para poder ajustar la frecuencia a la que el circuito oscila, se puede usar un condensador variable, como sucede en la gran mayoría de los receptores de radio que usan este oscilador, o bien cambiando la relación entre L1 y L2 variando una de ellas como en los receptores Collins; a esta última técnica se la llama "sintonía por permeabilidad".
El circuito de polarización se diseña de tal forma que afecte lo menos posible al circuito de oscilación, para ello se pueden emplear condensadores de desacoplo o bobinas de choque de radiofrecuencia.

## Análisis
A partir de los criterios de Barkhausen y del modelo equivalente de parámetros del transistor, se pueden obtener expresiones que describen el comportamiento de un oscilador Hartley. La frecuencia de oscilación del dispositivo es aquella en la cual el valor de la reactancia capacitiva total es igual a la reactancia inductiva. Esta frecuencia tiene el valor de:
{\displaystyle \omega _{o}={\frac {1}{\sqrt {C\left(L_{1}+L_{2}\right)}}}\,\left[{\text{rad/s}}\right]}
{\displaystyle f_{o}={\frac {1}{2\pi {\sqrt {C\left(L_{1}+L_{2}\right)}}}}\,\left[{\text{Hz}}\right]}
Para que el oscilador comience a funcionar, debe darse una de estas condiciones dependiendo del elemento activo usado.
- Si el transistor utilizado es un BJT:

{\displaystyle h_{fe}>{\frac {L_{1}}{L_{2}}}}
- si el transistor utilizado es un JFET:

{\displaystyle g_{m}>0}

## Características
Ventajas:
- Su frecuencia puede ser variable.
- Amplitud de salida constante.

Desventajas:
- Gran contenido en armónicos.
- No obtiene una onda senoidal pura.